# خوان جویا
خوان جویا (اسپانیایی: Juan Joya‎؛ ۲۵ فوریه ۱۹۳۴ – ۲۹ مارس ۲۰۰۷) بازیکن فوتبال سابق اهل پرو بود.

## باشگاهی
از باشگاه‌هایی که در آن بازی کرده‌است می‌توان به ریور پلاته، الیانزا لیما، باشگاه فوتبال پنیارول اشاره کرد.

## تیم ملی
وی همچنین در تیم ملی فوتبال پرو و تیم ملی فوتبال اروگوئه بازی کرده‌است.